# David Wooster

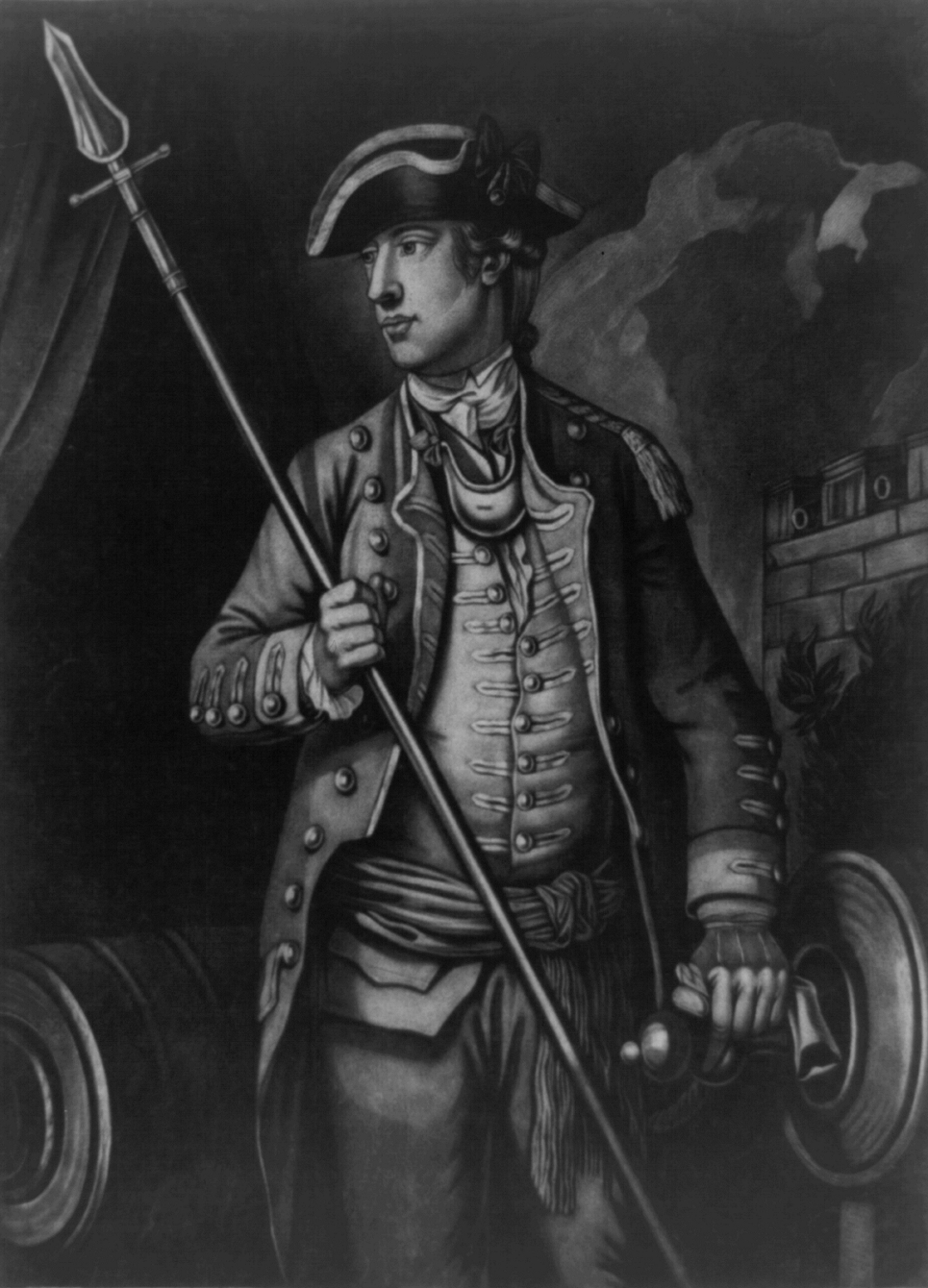
Mezzotinto von David Wooster 1776

David Wooster (* 13. März 1711 in Stratford ; † 2. Mai 1777 in Danbury) war ein amerikanischer General des Amerikanischen Unabhängigkeitskriegs.

## Leben
David Wooster wurde in Stratford (Connecticut) geboren. Er besuchte von 1735 bis 1738 das Yale College. Am 6. März 1745 heiratete er Marie Clapp, die Tochter des Präsidenten von Yale Thomas Clapp. Im Siebenjährigen Krieg in Nordamerika diente er 1755 bis 1761 bei der Staatsmiliz der Colony of Connecticut als Oberst. Während des Amerikanischen Unabhängigkeitskriegs wurde er 1775 vom Kongress zum Brigadegeneral ernannt. Er war beteiligt an der Invasion von Kanada (1775). So war er Militärkommandant der besetzten Stadt Montreal. Ene 1776 kehrte er nach Connecticut zurück. In Schlacht von Ridgefield am 27. April 1777, einem Scharmützel zwischen kolonialen Milizen und britischen Truppen, die von einem Überfall auf ein koloniales Versorgungslager aus dem nahegelegenen Danbury zurückkehrten, wurde er schwer verwundet. Er starb in Dibble House in Danbury am 2. Mai 1777.